# Adobes
Adobes település Spanyolországban, Guadalajara tartományban. Adobes Alustante, Piqueras, Tordesilos és Tordellego községekkel határos. Lakosainak száma 28 fő (2024).

## Népesség
A település lakosságának változását az alábbi diagram mutatja:
| Lakosok száma | 44   | 68   | 61   | 55   | 52   | 44   | 42   | 29   | 32   | 28   |
|               | 2001 | 2004 | 2006 | 2009 | 2011 | 2014 | 2016 | 2019 | 2021 | 2024 |